# Miyazaki Daishiro
Daishiro Miyazaki (sinh ngày 21 tháng 4 năm 1983) là một cầu thủ bóng đá người Nhật Bản.

## Sự nghiệp câu lạc bộ
Daishiro Miyazaki đã từng chơi cho Roasso Kumamoto.